# Katharina Schirk
Katharina Schirk (* 14. Juli 1989 in Neunkirchen, Niederösterreich) ist eine österreichische Cellistin und Komponistin.

## Leben
Schirk begann im Alter von sieben Jahren  sie Cellounterricht zu nehmen. Nach Unterricht in der Musikschule und einer Vorbereitungsklasse bei Diethard Auner studierte sie 2006 zuerst bei Stefan Kropfitsch und dann bei Othmar Müller am Joseph-Haydn-Konservatorium Eisenstadt IGP und Konzertfach Cello. Bei Meisterkursen nahm sie unter anderem bei Valter Dešpalj, Julius Berger, Mats Lidström, Reinhard Latzko und Patrick Demenga Unterricht. Ihre Konzerttätigkeit (Haydn Saal Schloss Esterházy, Stadttheater Wiener Neustadt, Schloss Wartholz und Kulturschloss Reichenau) umfasst solistische Auftritte, Mitwirkung in verschiedenen Ensembles im In- und Ausland sowie Projekte mit Katharina Stemberger, Marie-Luise Schottleitner, Norbert Mang und Peter Fridecky. Ihre Stücke wurden unter anderem im Wiener Musikverein und im Schloss Esterházy aufgeführt. Sie unterrichtet an drei Musikschulen in Niederösterreich Violoncello.

## Werke
Beiträge:
Konzerttätigkeit
- seit 2002 Teilnahme an diversen Orchesterprojekten
- seit 2006 Solo-Konzerte und Auftritte u. a. im Kulturschloss Reichenau
- 2012 Mitwirkung beim Zyklus „Das Marienleben“ im Schloss Wartholz
- 2012 Konzert im Rahmen des „Austrian International Piano Summer“ mit dem Ensemble „crazy strings“
- 2013 Konzerte mit dem Celloensemble „Cellissimo“
- 2015 Untermalung der Lesung „Die spät bezahlte Schuld“ mit Katharina Stemberger
- 2016 Mitwirkung bei "Rote Lippen soll man küssen" Leitung P. Fridecky
- 2016–2018 Stimmführerin der Cellogruppe des Haydnorchesters Eisenstadt
- 2018–2019 Mitwirkung bei den „Operettenzaubereien“ Leitung P. Fridecky
- 2019 Mitwirkung bei der Musical-Erstaufführung „Daddy Long Legs“ (Österreich-Tournee)
- 2019 Mitwirkung beim Konzert-Zyklus Variacello

Kompositionstätigkeit
- seit 2003 Auftragskompositionen u. a. für das „Wiener Mozart Trio“, den Geiger Daniel Auner, das Duo Karin und Doris Adam sowie Schüler und Studenten von Musikuniversitäten und Konservatorien
- seit 2003 Kompositionen für "Prima La Musica"
- seit 2003 Aufführungen der Kompositionen in Österreich (Gläserner Saal des Wiener Musikvereins, Schloss Esterhazy), Ungarn, Japan, China und Finnland
- 2005 „Little Trip to Japan“ – ein Orchesterwerk für die Japantournee 2005 des Wiener Neustädter Jugendorchesters wurde im Theater Wiener Neustadt uraufgeführt und in Japan viermal gespielt.
- 2006 Die „Toccata für Johannes“ – ein Stück für Soloakkordeon wurde 2006 im Gläsernen Saal des Wiener Musikvereins aufgeführt.
- 2007 Im Juni 2007 wurde „Der Eber“ – ein Stück für symphonisches Blasorchester ebenfalls dort aufgeführt.
- 2007 „Allegro animato“ (Stück für Violine und Violoncello). Es wurde von Othmar Müller und Sylvia-Elisabeth Viertel beim internationalen Kammermusikfestival in Vaalsbroek 2007 aufgeführt
- 2007 Gewinnerin des Wendl & Lung Kompositionswettbewerbs 2007
- 2007 Im November 2007 wurde das „Italienische Lamento“, ein Orchesterstück, im Haydn-Saal des Schlosses Esterhazy in Eisenstadt vom Jugendorchester Amici Musici aufgeführt.
- 2007 Veröffentlichung der Komposition „Das kleine Nashorn“ im Sammelalbum „Vorhang auf“ im Verlag Doblinger
- 2008 Gewinnerin des Wendl & Lung Kompositionswettbewerbs 2008
- 2008 Für die Eröffnung der Wikingerausstellung 2008 im Kunsthaus Leoben hat sie drei Stücke geschrieben.
- 2009 Veröffentlichung des Albums „Mein Cello lädt zum Tanzen ein“ im Verlag Doblinger
- seit 2018 nach Komponierpause wieder einige neue Werke für Celloensemble